# NGC 5165
NGC 5165 is een lensvormig sterrenstelsel in het sterrenbeeld Maagd. Het hemelobject werd op 5 mei 1883 ontdekt door de Amerikaanse astronoom Sherburne Wesley Burnham.

## Synoniemen
- MCG 2-34-16
- ZWG 72.78
- NPM1G +11.0349
- PGC 47281